# Asphodelus cerasiferus
Asphodelus cerasiferus là một loài thực vật có hoa trong họ Thích diệp thụ. Loài này được J.Gay miêu tả khoa học đầu tiên năm 1857.